# Riccardo Campa (sociologue)
Riccardo Campa (né le 4 mai 1967 à Mantoue en Lombardie, Italie) est professeur de sociologie à l'Université Jagellonne de Cracovie Pologne. Il y enseigne la sociologie des sciences et techniques.

## Biographie
Riccardo Campa possède un double diplôme en science et philosophie politique de l'université de Bologne et un Ph.D en sociologie de l'université Nicolas Copernic de Toruń,  en Pologne.
Avant de commencer une carrière universitaire, il a travaillé comme officier de la « Guardia di Finanza » et comme journaliste pour « La Voce di Mantova » et le magazine « Il Mondo ».
Ses articles paraissent fréquemment dans le « MondOperaio », journal socialiste italien.
Il a fondé l'« Association transhumaniste d'Italie » dont il est actuellement président;  il est membre de l'« Institute for Ethics and Emerging Technologies » (institut pour l'éthique et les technologies naissantes).

## Publications

### Ouvrages
- Epistemological Dimensions of Robert Merton’s Sociology
- Il filosofo è nudo

### Articles
- « Postmodernism is Old, Let Us Go Further » (Le postmodernisme est dépassé, allons plus loin), Polish Sociological Review, novembre 2005
- « Making Science by Serendipity » (Faire de la science par hasard), International Sociology, novembre 2006